# 955

955(구백오십오)는 954보다 크고 956보다 작은 자연수다.

## 수학
- 합성수로, 그 약수는 1, 5, 191, 955다. 진약수의 합은 197이므로, 955는 부족수다.
  - 286번째 반소수다. 앞의 반소수는 951, 다음 반소수는 958이다.
- {\displaystyle 955=10^{2}+11^{2}+12^{2}+13^{2}+14^{2}+15^{2}}
  - 연속하는 자연수 6개의 제곱합으로 나타낼 수 있으며, 이 성질을 지닌 앞의 수는 811, 다음 수는 1111이다.
- {\displaystyle 39^{10}-1}은 955로 나누어떨어진다.

## 과학·기술
- NGC 955(독일어판, 프랑스어판): 고래자리 방향에 있는 나선은하.
- 코스모스 955호(영어판): 소련의 인공위성.

## 교통
- 퀘벡 오토루트 955호선(영어판)

## 군사
- U-955(영어판): 제2차 세계 대전에 사용된 나치 독일의 군용 잠수함.

## 문화유산
- 대한민국의 보물 제955호: 순천 선암사 삼층석탑 사리장엄구

## 기타
- 연도: 955년, 기원전 955년